# Widełki (Bereżki)
Widełki – nieoficjalna część wsi Bereżki w Polsce, w województwie podkarpackim, w powiecie bieszczadskim, w gminie Lutowiska.
Przed 1999 r. osada należała do woj. krosieńskiego, a przed 1975 r. do województwa rzeszowskiego.